# Bironella derooki
Bironella derooki är en tvåvingeart som beskrevs av Raden Soesilo och Dirk Fok van Slooten 1931. Bironella derooki ingår i släktet Bironella och familjen stickmyggor. Inga underarter finns listade i Catalogue of Life.